# 半沟拟心蛤
半沟拟心蛤（学名：Cardilia semisulcata），是帘蛤目象蛤科Cardilia的一种。主要分布于中国大陆、台湾，常栖息在潮下带。